# Исхаков, Салават Мидхатович
Салава́т Мидха́тович Исха́ков (род. 7 сентября 1959) — советский и российский историк; доктор исторических наук (2004), старший научный сотрудник ИРИ РАН (1995).
Учёный секретарь Научного совета РАН по истории социальных реформ, движений и революций (с 1995); генеральный секретарь Международной комиссии по истории Российской революции Международного комитета исторических наук (2002—2010).

## Научная деятельность
В 1988 году защитил кандидатскую («Экономическое положение промышленных рабочих Башкирии в период Октябрьской революции и гражданской войны»), в 2004 — докторскую диссертацию («Российские мусульмане и революция (весна 1917 г. — лето 1918 г.)»).
Основные направления исследований:
- российские революции XX века,
- Гражданская война в России,
- национально‑освободительное движение мусульман России в первой трети XX века и мусульманская эмиграция.

### Избранные труды

#### Монографии и сборники документов
- Российские мусульмане и революция (1917—1918). М. : Издательство «Социально-политическая МЫСЛЬ», 2003; 2-е изд., испр. и доп. М., 2004.
- Первая русская революция и мусульмане Российской империи. М. : Издательство «Социально-политическая МЫСЛЬ», 2007.
- Из истории азербайджанской эмиграции / Сост., предисл. и примеч. С. М. Исхаков. — М. : Издательство «Социально-политическая МЫСЛЬ», 2011.
- А. М. Топчибаши: документы из личных архивов: 1903—1934 гг. 2012 / Сост., предисл. и прим. С. М. Исхаков. — М. : Издательство «Социально-политическая МЫСЛЬ», 2012.
- Документы и письма из личных архивов А. М. Топчибаши и Дж. Гаджибейли (1903—1934 гг.) / Сост., предисл. и прим. С. М. Исхаков. — М. : Издательство «Социально-политическая МЫСЛЬ», 2012.
- А. М. Топчибаши и М. Э. Расулзаде: переписка: 1923—1926 гг. / Сост., предисл. и прим. С. М. Исхаков. — М. : Издательство «Социально-политическая МЫСЛЬ», 2012
- Гражданская война в России и мусульмане: Сб. док. и материалов / Ин-т рос. истории РАН, Науч. совет по истории соц. реформ, движений и революций; Сост., предисл. и примеч. С. М. Исхаков. — Москва: Центр стратегической конъюнктуры, 2014.
- Россия в годы Первой мировой войны: экономическое положение, социальные процессы, политический кризис. М. : РОССПЭН, 2014 (в соавторстве; С. 786—789, 801—804, 843—847, 909—915)
- «Настал момент… предать оглашению»: азербайджанская эмиграция в письмах, записках, телеграммах 1920—1937 гг. / Сост. С. М. Исхаков. — М. : Икар, 2015;
- Из истории мусульманского движения Евразии начала XX века / Сост., предисл. и примеч. С. Исхаков, С. Цвиклински. — М. : [б. и.], 2016.
- Российская революция 1917 года: власть, общество, культура: в 2 т. М. : РОССПЭН, 2017. Т. 2 (С. 270—280; в соавторстве: с. 114—132, 324—336).
- Протоколы I и II всероссийских съездов коммунистических организаций народов Востока, Москва 1918, 1919 годы / Сост., предисл. и примеч. С. М. Исхаков. — М. ; СПб. : Институт российской истории РАН; Центр гуманитарных инициатив, 2017.
- Гражданская война и мусульмане // Россия в годы Гражданской войны, 1917—1922 гг.: очерки истории и историографии. — М. ; СПб. : Центр гуманитарных инициатив, 2018. С. 361—407.
- Великая российская революция 1917 года и мусульманское движение: сборник документов и материалов / сост., предисл. и примеч. С. М. Исхаков; Институт российской истории Российской академии наук; Научный совет Российской академии наук по истории социальных реформ, движений и революций. — М. ; СПб. : Институт российской истории РАН; Центр гуманитарных инициатив, 2019.

#### Статьи
- Мусульманская психология и европейская политика (первая четверть XX века // Революция и человек. Социально-психологический аспект. М., 1996.
- Революция 1905—1907 гг. и российские мусульмане // 1905 год — начало революционных потрясений в России XX века. М., 1996.
- Общероссийская партия мусульман // История национальных партий России. М., 1996.
- Февральская революция и российские мусульмане // 1917 год в судьбах России и мира. Февральская революция: от новых источников к новому осмыслению. М.,1997.
- Первые шаги Совнаркома и российские мусульмане // 1917 год в судьбах России и мира. Октябрьская революция: от новых источников к новому осмыслению. М.,1998.
- Мусульманский либерализм в России в начале XX века // Русский либерализм: исторические судьбы и перспективы. М., 1999.
- Октябрьская революция и борьба мусульманских лидеров за власть в Поволжье и на Урале (октябрь 1917 г. — лето 1918 г.) // Отечественная история. 1999. № 1.
- Первая мировая война глазами российских мусульман // Россия и первая мировая война. СПб., 1999.
- Российские мусульмане в социальных и межнациональных отношениях 1917 года // Россия в XX веке. Проблемы национальных отношений. М.,1999.
- История народов Поволжья и Урала: проблемы и перспективы «национализации» // Национальные истории в советском и постсоветском пространствах. М., 1999.
- Мусульмане Европейской России в 1904—1918 гг.: традиции и свободы // Studia Slavica Finlandensia. Modernisation in the Russian Provinces. T. XVII. Helsinki, 2000.
- The Consciousness of Muslims Peasants in Russia: The Dynamics of Change, 1905—1920 // The Soviet and Post-Soviet Review. 2000. Vol. 27. № 2-3.
- Мусульманский либеральный консерватизм в России в начале XX века // Либеральный консерватизм: история и современность. М., 2001.
- Мустафа Чокаев о революции 1917 года в Центральной Азии // Acta Slavica Iaponica. Т. XVIII. 2001.
- Тюрки-мусульмане в российской армии (1914—1917 гг.) // Тюркологический сборник. 2002 год. М., 2003.
- Ахмет-Закки Валидов: новейшая историография и факты его политической биографии // Вопросы истории. 2003. № 10.
- Европа и мусульмане из России: первый опыт сотрудничества в начале XX века // Европа (Варшава). Журнал польского института международных отношений. 2003. № 3.
- Первая российская революция и мусульманское движение // Отечественная история. 2005. № 5.
- «Перестройка» и советские мусульмане // Трагедия великой державы: национальный вопрос и распад Советского Союза. М., 2005.
- Die russischen Muslime im Ersten Weltkrieg // Osmanismus, Nationalismus und der Kaukasus. Muslim und Christen, Turken und Armenier im 19. und 20 Jahrehundert. Wiesbaden, 2005.
- Евразийские мусульмане: политическое время и политическое пространство (весна 1917 г.) // Европейские сравнительно-исторические исследования. Вып. 2. М., 2006.
- Научный совет РАН по истории российских революций // Вопросы истории. 2007. № 12.
- Украинско-мусульманские отношения в контексте 1917 года // Украϊна в революiйних процессах перших десятиiть ХХ столiття.. Киϊв, 2007.
- Городские центры мусульманской культуры в Российской империи // Культуры городов Российской империи на рубеже XIX—XX веков. СПб., 2009.
- Союз российских мусульман // Европейские сравнительно-исторические исследования. Вып. 3. История и сообщества. М., 2010.
- Первые шаги туркестанских дипломатов (1918—1920 гг.) // Центральная Азия. Традиции и современность. М., 2011.
- «Капиталистам прибыль — народу разорение!» // Мастер и наука: Вспоминая, исследуя, подводя итоги. М., 2011.
- Muslim political activity in Russian Turkestan, 1905—1916 // Asiatic Russia: Imperial Power in regional and international contexts. London, 2011.
- К вопросу об актуальности и задачах прометееведения // Nowy Prometeusz (Warszawa). 2012. № 2.
- «Прометей» и мусульмане Кавказа , Крыма , Поволжья , Туркестана и Урала // Ruch prometejski i walka o przebudowę Europy Wschodniej (1918—1940). Warszawa, 2012.
- Революционный 1917 год в России и политическая элита мусульманских народов в социокультурном измерении // Политические деятели российской провинции от эпохи Николая II до Сталина. Тамбов, 2013.
- Гражданская война в распавшейся Российской империи: К чему призывали шейхи и муллы? // Маленький человек и большая война в истории России: середина XIX — середина XX в. Международный коллоквиум. (Санкт-Петербург, 17-20 июня 2013 г.). Научные доклады. СПб., 2013.
- Общественно-политическая жизнь петроградских и московских мусульман весной 1917 г. — весной 1918 г. // Петербургский исторический журнал. 2014. № 1.
- Отношение российских мусульман к Первой мировой войне // Российская история. 2014. № 5.
- «Мы были обмануты…»: российские мусульмане о Первой мировой войне // Первая мировая война и исторические судьбы народов России. Сб. статей. Уфа, 2014.
- Представители мусульманских народов Европейской России, Сибири, Кавказа, Крыма и Туркестана на Парижской мирной конференции // Россия и Первая мировая война: экономические проблемы, общественные настроения, международные отношения. Сб. статей. М., 2014.
- Садри Максуди в Париже (1919—1921) // Kulturotesi Bir Gezgin. Gonul Pultar’a Armagan Kitabi — A Transcultural Wanderer. A Festschrift for Gonul Pultar. Istanbul, 2014.
- К истории мусульманских движений в Грузинской Демократической Республике (1918—1921) // Национальный вопрос в истории России. Сб. статей. М., 2015.
- Борьба за Крым и татары (1917—1920 гг.) // Альманах Ассоциации исследователей Гражданской войны в России. Вып. 2. Архангельск, 2015.
- Воспоминания А. М. Топчибашева о Российской империи // Вестник ВЭГУ. 2015. № 2 (76).
- К вопросу о причинах и характере восстания в Центральной Азии в период Первой мировой войны // Туркестанское восстание 1916 г. Сборник статей. М., 2016.
- Создание Отдела по делам национальностей при Комитете членов Всероссийского Учредительного собрания и его деятельность // XX век и Россия: общество, реформы, революции. Вып. 5. Самара, 2017.
- А. Цаликов и Октябрь 1917 г. // Октябрьской революции — 100 лет. М., 2017
- Ибрагим Ахтямов и Юлия Попова: из жизни социал-демократов Южного Урала и Поволжья // Вестник Оренбургского государственного педагогического университета. 2017. № 3.
- А.-З. Валидов; М.-Н. Вахитов; Второй всероссийский мусульманский съезд; Г.Г Ибрагимов; Первый всероссийский мусульманский военный съезд; Первый всероссийский мусульманский съезд; М.-Э. Расул-заде; В. Ш. Таначев; Ф. Туктаров // Россия в 1917 году. Энциклопедия. М., 2017.
- The Impact of the First World War on Bashkir and Tatar Muslims (1914—1918) // Revue des mondes musulmans et de la Méditerranée. 2017. № 141.
- Turkic Muslims in the Russian Army: From the Beginning of the First World War to the Revolutions of 1917 // Combatants of Muslim Origin in European Armies in the Twentieth Century. London; New York, 2017.
- Революционер, политик, государственный деятель Ш.-И.Шагиахметов // Россия. XXI. 2018. № 4.
- Представители мусульманских народов Европейской России, Сибири и Центральной Азии на Государственном совещании в Уфе (1918 г.) // Уфимское государственное совещание (сентябрь 1918 года): сборник научных статей. Уфа, 2018.
- Архивные находки по прометеизму: документы о Совете Кавказской Конфедерации. Июль — ноябрь 1941 года // Nowy Prometeusz. 2018. № 11.
- Борьба за Северный Кавказа и «джин» Ахмед Цаликов // Nowy Prometeusz. 2018. № 12.
- Ненапечатанная газетная заметка Фуада Туктарова // Marmara Türkiyat Araştırmaları Dergisi. December 2018. Vol. V. Issue 2.